# جاكي لين تايلور
جاكي لين تايلور (بالإنجليزية: Jackie Lynn Taylor)‏ هي ممثلة أمريكية، ولدت في 29 يونيو 1926 في كومبتون في الولايات المتحدة، وتوفيت في 5 مايو 2014 في سيتروس هيايتس في الولايات المتحدة بسبب مرض آلزهايمر.

## وصلات خارجية
- جاكي لين تايلور على موقع IMDb (الإنجليزية)